# Abraxas

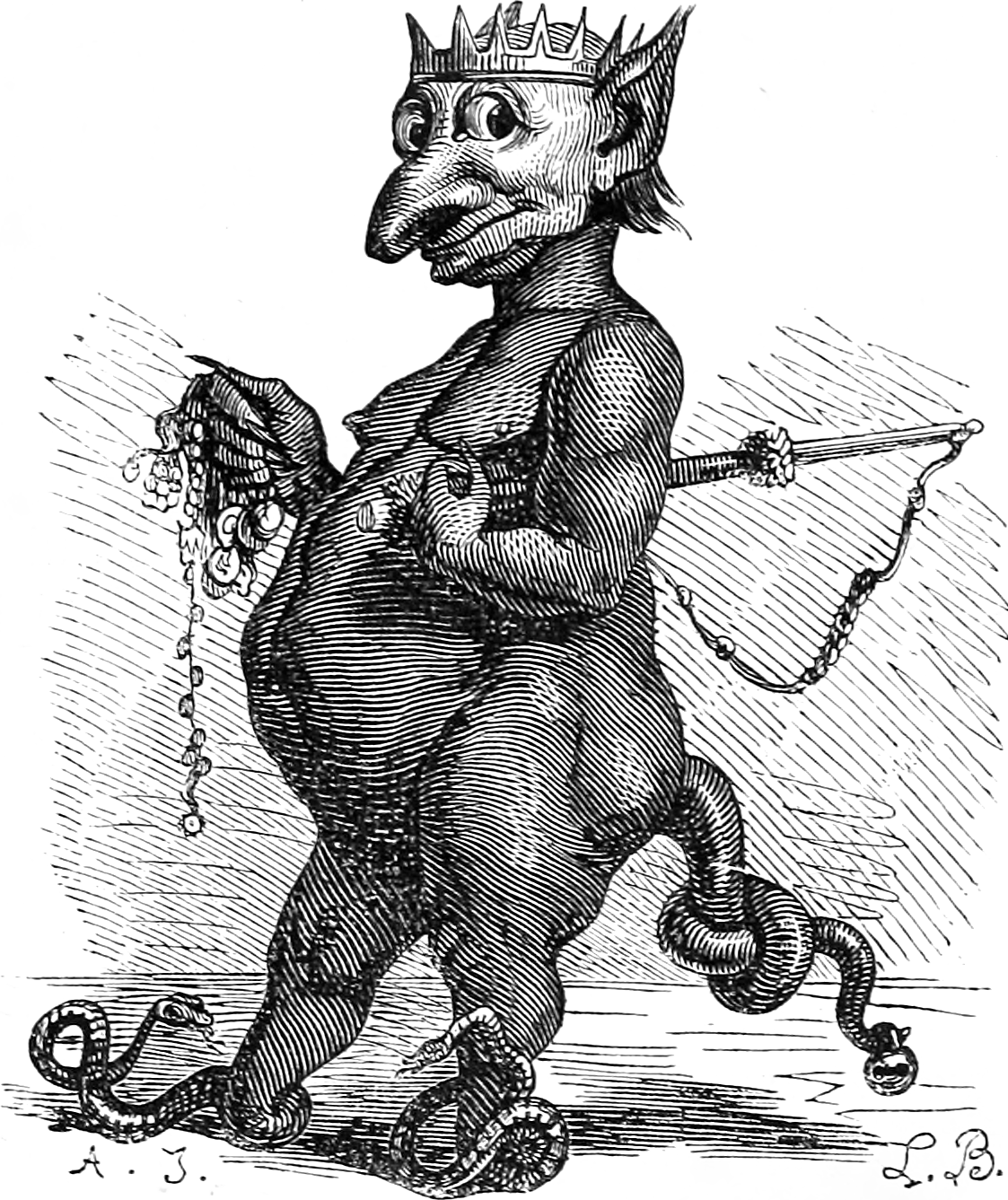
Ký họa về Abraxas

Abraxas (tiếng Hy Lạp: ἀβραξάς) là một từ mang ý nghĩa thần bí trong Thuyết ngộ đạo chỉ về một thực thể thần giữ vị trí 365 (ouranoi) là vị trí cao nhất và quyền lực nhất trong vòng đồng tâm Archon (megas archōn). Bảy chữ cái đánh vần tên của nó (Abracadabra) được cho là đại diện cho mỗi hành tinh trong số bảy hành tinh cổ điển. Trong quỷ học Cơ Đốc giáo, Abraxas nằm trong cấp bậc phân loại quỷ, người được cho là vừa là thần Ai Cập vừa là ác quỷ. Là biểu tượng của mặt trời mọc, trong Ngộ giáo thì Abraxas có khả năng sáng tạo ra thế giớ vật chất và sở hữu ma thuật của quỷ.

## Hình dáng
Abraxas xuất hiện hình ảnh mặt trời mọc dưới hình dạng Ouroboros (rắn ăn đuôi) gắn liền với nữ thần Isis trong thần thoại Ai Cập. Những tấm bùa Ngộ giáo được làm từ đá mắt mèo khắc hình ảnh Abraxas có cơ thể con người, đầu một con gà trống (hay trong một số trường hợp là diều hâu), cùng với chân rắn. Cái đầu con gà trống tượng trưng cho sự sáng ngộ, ám chỉ trái tim của con người và của vũ trụ là mặt trời. Đôi chân rắn ngụ ý sự khôn ngoan. Abraxas cưỡi trên một cỗ xe bốn con ngựa trắng kéo với cả mặt trăng và mặt trời trên đầu mình.
Tay giữ một chiếc khiên và một sợi roi, tấm khiên thường được miêu tả là khắc chữ "Ian", gợi nhắc những người Do Thái về cái tên bốn chữ cái của Chúa (יהוה/YHWH/Yahweh/Adonai/Elohim). Cơ thể bán thân tượng trưng cho ngôi thứ hai của tam vị nhất thể vơi những suy nghĩ thông suốt. Tấm khiên là biểu tượng của tính thông thái, sự bảo hộ cho các chiến binh. Cây roi ám chỉ nguồn năng lượng dồi dào của cõi sống, bốn con ngựa biểu trưng cho bốn nguyên tố mà qua đó năng lượng của mặt trời tuần hoàn và luân chuyển khắp vũ trụ. Bảy ký tự trong tên của Abraxas tượng trưng cho bảy nguồn sức mạnh của sự sáng tạo và Bảy Đại thiên thần. Tổng giá trị số học của các ký tự là 365, tương ứng với số ngày trong năm.

## Ý niệm

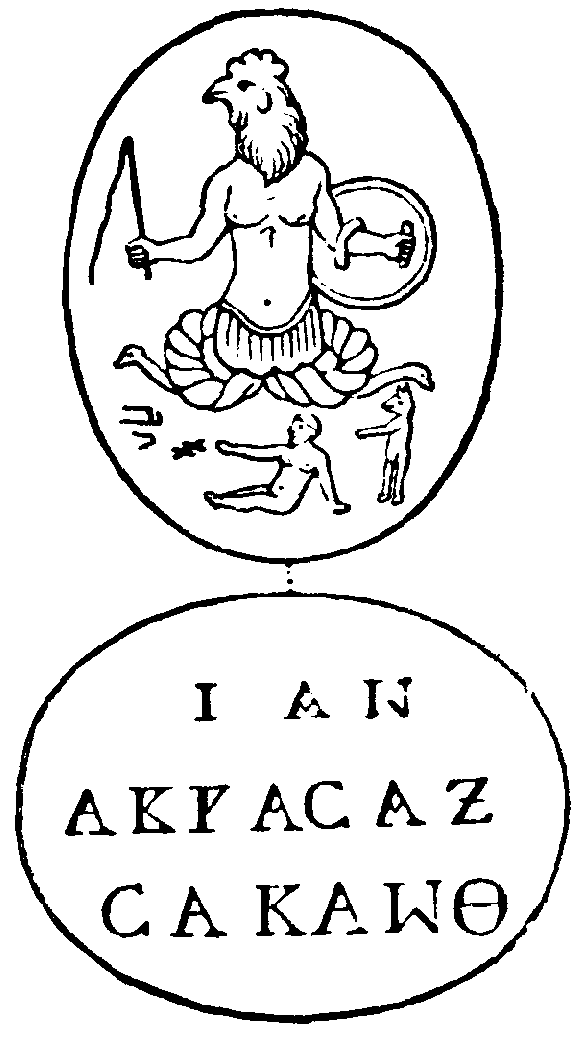
Tấm bùa Abraxas

Abraxas cũng được cho là có liên quan đến thần thoại Mitharic (Mithraism) một tôn giáo cổ đại ở La Mã có nguồn gốc Ba Tư, đối lập với Cơ Đốc giáo ở La Mã trong 400 năm thông qua hình tượng vị thần Ba Tư. Giá trị số học trong tên của Mitha và Abraxas đều có tổng cộng bằng 365. Abraxas trong Ngộ Giáo có khả năng sáng tạo ra thế giới vật chất và sỡ hữu ma thuật của quỷ, là nguồn sức mạnh lớn có cả ánh sáng và bóng tối trộn lẫn và hợp nhất làm một. Cơ Đốc giáo chính thống coi Abraxas là một con quỷ được gửi đến trái đất. Nhưng Abraxas sau này lại trở thành một trong những vị thánh được các giáo phái dị giáo thời Trung cổ tôn thờ như một vị thần tối cao (supreme God).
Carl Jung trong tác phẩm Seven Sermons to the Dead (Bảy bài thuyết giáo về cái chết) năm 1916 thì Abraxas là kẻ tồi tệ vì mọi sự thật và điều giả dối, cái tốt và xấu, ý niệm ánh sáng và bóng tối đều được miêu tả bởi cùng câu chữ và cùng ý nghĩ. Theo những học thuyết phân tích tâm lý của ông, đấu tranh nội tâm siêu linh không hề đơn giản, một người không chỉ đấu tranh ở phe của những thiên thần, mà đôi khi phải nhượng mình trước những thiên thần sa ngã. Theo Carl Jung thì nỗi sợ hãi Abraxas là khởi đầu của sự khôn ngoan, tư tưởng công bằng và lòng ngộ đạo, vốn chỉ có thể xuất hiện bằng cách không chống lại con quỷ này thôi.